# Mrs. America
Mrs. America é uma minissérie de drama de época norte-americana produzida pelo FX e originalmente exibida no serviço de streaming irmão FX on Hulu. Criada e co-escrita por Davhi Waller e dirigida por Anna Boden e Ryan Fleck, Amma Asante, Laure de Clermont-Tonnerre e Janicza Bravo, a série detalha o movimento político para aprovar a Emenda dos Direitos Iguais e a reação inesperada liderada pela ativista conservadora Phyllis Schlafly na década de 1970. Possui um grande elenco liderado por Cate Blanchett, Rose Byrne, Uzo Aduba, Elizabeth Banks, Margo Martindale, John Slattery, Tracey Ullman e Sarah Paulson.
A série de nove episódios estreou nos Estados Unidos em 15 de abril de 2020 e recebeu aclamação da crítica generalizada. No Emmy do Primetime de 2020, recebeu dez indicações, incluindo Melhor Série Limitada e Melhor Roteiro, bem como nomeações de atuação para Blanchett, Aduba, Martindale e Ullman, com Aduba ganhando Melhor Atriz Coadjuvante em uma Série Limitada ou Filme.

## Premissa
Mrs. America é  baseada na história do movimento para ratificar a Emenda de Direitos Iguais e a reação inesperada liderada pela ativista conservadora Phyllis Schlafly, interpretada por Blanchett. Através dos olhos das mulheres daquela época - tanto Schlafly quanto feministas proeminentes da segunda onda, incluindo Gloria Steinem, Betty Friedan, Shirley Chisholm, Bella Abzug e Jill Ruckelshaus - a série explora como um dos campos de batalha mais difíceis nas guerras culturais dos anos 1970  ajudou a dar origem à Maioria Moral e mudou permanentemente o cenário político americano.
Cada episódio contém uma mensagem de abertura que reconhece que algumas cenas e personagens são ficcionalizados para fins criativos.

## Elenco e personagens

### Principais
- Cate Blanchett como Phyllis Schlafly, uma proeminente ativista conservadora, advogada e lobista política que fundou a campanha "STOP ERA" (mais tarde a Eagle Forum).
- Rose Byrne como Gloria Steinem, uma feminista proeminente, jornalista e ativista político-social que co-fundou o National Women's Political Caucus e a revista Ms.
- Uzo Aduba como Shirley Chisholm, uma política, educadora e autora que foi a primeira candidata negra à indicação de um grande partido para Presidente dos Estados Unidos e uma das duas primeiras mulheres a concorrer à indicação do Partido Democrata.
- Elizabeth Banks como Jill Ruckelshaus, uma ativista feminista republicana, cofundadora da National Organization for Women (NOW) e do National Women's Political Caucus, e chefe do Escritório de Programas para Mulheres da Casa Branca.
- Kayli Carter como Pamela, um personagem fictício composto; uma jovem dona de casa e membro da campanha "STOP ERA" de Schlafly.
- Ari Graynor como Brenda Feigen, uma ativista feminista e advogada, a vice-presidente legislativa nacional da NOW.
- Melanie Lynskey como Rosemary Thomson, uma ativista conservadora, membro da campanha "STOP ERA" e chefe da Fundação Eagle da Schlafly.
- Margo Martindale como Bella Abzug, congressista dos EUA e proeminente ativista feminista, co-fundadora da NOW e do National Women's Political Caucus, e líder da Comissão Consultiva Nacional para Mulheres do presidente Carter.
- John Slattery como Fred Schlafly, marido de Phyllis; um advogado rico, ativista conservador e anticomunista fervoroso.
- Jeanne Tripplehorn como Eleanor Schlafly, a cunhada de Phyllis; uma ativista conservadora e aliada da campanha "STOP ERA".
- Tracey Ullman como Betty Friedan, uma proeminente ativista feminista, autora de A Mística Feminina e co-fundadora da NOW e do National Women's Political Caucus.
- Sarah Paulson como Alice Macray, uma personagem fictícia composta que pretendia representar as mulheres conservadoras que seguiram a campanha "STOP ERA" de Schlafly; uma dona de casa e amiga de Phyllis.[4]

### Recorrente
- Niecy Nash como Flo Kennedy, advogada, feminista e defensora dos direitos civis que co-fundou o National Women's Political Caucus.
- James Marsden como Phil Crane, um político republicano, congressista dos EUA e aliado da campanha "STOP ERA".
- Olivia Scriven como Liza Schlafly, a filha mais velha de Phyllis e Fred Schlafly.
- Bria Henderson como Margaret Sloan-Hunter, uma feminista e defensora dos direitos civis e editora da revista Ms.
- Jay Ellis como Franklin Thomas, advogado e empresário que tem um relacionamento amoroso com Gloria Steinem.
- John Bourgeois como George McGovern, um senador dos EUA, e candidato à presidência do Partido Democrata na eleição presidencial de 1972.
- Ben Rosenfield como John Schlafly, o filho mais velho de Phyllis e Fred Schlafly, um homossexual enrustido.
- Jake Lacy como John Stanley Pottinger, um político e procurador-geral assistente dos Estados Unidos para a Divisão de Direitos Civis.
- Cindy Drummond como Lottie Beth Hobbs, uma ativista conservadora evangélica, autora e membro do "STOP ERA" e da Eagle Forum.
- Annie Parisse como Midge Costanza, uma ativista social, feminista e conselheira presidencial do presidente Carter.
- Anna Douglas como Jean O'Leary, uma feminista e ativista dos direitos gays, com quem Midge mantém um relacionamento fechado.
- Melissa Joyner como Audrey Rowe Colom, feminista e ativista dos direitos civis, e presidente do National Women's Political Caucus.
- Teresa Pavlinek como Ann Patterson, uma dona de casa conservadora e membro da campanha "STOP ERA".
- Andrea Navedo como Carmen Delgado Votaw, uma ativista dos direitos civis e co-presidente do Comitê Consultivo Nacional sobre Mulheres.
- Melinda Page Hamilton como Mary Frances, uma dona de casa conservadora e presidente do capítulo da Louisiana da campanha "STOP ERA".
- David Eisner como Martin Abzug, marido de Bella Abzug.
- Marcia Bennett como Odile Stewart, mãe de Phyllis Schlafly.
- Novie Edwards como Willie B. Reed, governanta da família Schlafly.
- Brendan Cox como Bruce Schlafly, o segundo filho mais velho de Phyllis e Fred Schlafly.

### Convidados
- Norm Lewis como Ron Dellums, um congressista dos EUA e amigo de Shirley Chisholm.
- Adam Brody como Marc Feigen-Fasteau, escritor, advogado, ativista e marido de Brenda Feigen.
- Bobby Cannavale como Tom Snyder, uma personalidade da televisão e apresentador do The Tomorrow Show.
- Josh Hamilton como William Ruckelshaus, um político republicano e marido de Jill Ruckelshaus.
- Tara Nicodemo como Ruth Bader Ginsburg, uma advogada proeminente e co-fundadora do Women's Rights Law Reporter e do Projeto de Direitos das Mulheres da ACLU.
- Roberta Colindrez como Jules, uma fotógrafa que tem uma relação adúltera com Brenda Feigen.
- Miriam Shor como Natalie Gittelson, editora da revista Harper's Bazaar e melhor amiga de Betty Freidan.
- Julie White como Bar Woman, uma apoiadora da ERA que Alice conhece na Conferência Nacional de Mulheres de 1977.
- Dan Beirne como Hamilton Jordan, um político e chefe de gabinete do presidente Carter.

## Recepção
No Rotten Tomatoes, a minissérie detém uma taxa de aprovação de 96% com base em 96 críticas, com uma classificação média de 8,29/10. O consenso do site afirma: "Mrs. America captura a vida complicada e os tempos de Phyllis Schlafly com equilíbrio e estilo de sobra, trazidos à vida por um conjunto soberbo liderado por outra apresentação magistral de Cate Blanchett". No Metacritic, tem uma pontuação média ponderada de 87 de 100 com base em 41 avaliações, indicando "aclamação universal".